# Новая Калиновка
Новая Калиновка — деревня в Куртамышском районе Курганской области России. Входит в состав Камаганского сельсовета.

## География
Находится в южной части области, в пределах юго-западной части Западно-Сибирской равнины, в лесостепной зоне, на расстоянии примерно 15 километров (по прямой) к югу от города Куртамыша, административного центра района.

### Климат
Климат характеризуется как континентальный, с холодной продолжительной малоснежной зимой и тёплым сухим летом. Среднегодовая температура — −1 °C. Средняя температура воздуха самого холодного месяца (января) составляет −17,7 °C (абсолютный минимум — −49 °С); самого тёплого месяца (июля) — 19 °C (абсолютный максимум — 41 °С). Безморозный период длится 113 дней. Годовое количество атмосферных осадков — 344 мм, из которых 190—230 мм выпадает в вегетационный период. Продолжительность периода с устойчивым снежным покровом равна 161 дню.

## История
До 2018 года входила в состав Большеберёзовского сельсовета, упразднённого Законом Курганской области т 30 мая 2018 года N 46.

## Население
| 1989 | 2002 | 2010 |
| ---- | ---- | ---- |
| 233  | ↘229 | ↘170 |

### Национальный состав
Согласно результатам Всероссийской переписи населения 2002 года, в национальной структуре населения русские составляли 63 %, казахи −31 %.

## Инфраструктура
Личное подсобное хозяйство.

## Транспорт
Деревня доступна автотранспортом.